# Oued Gousine
Oued Gousine (em árabe: وادى قوسين) é uma cidade e comuna localizada na província de Chlef, Argélia. Segundo o censo de 2008, a população total da cidade era de 6 453 habitantes.